# Phragmipedium
Phragmipedium es un  género de unas veinte especies monopodiales terrestres, epífitas o litófitas de orquídeas de la Subfamilia Cypripedioideae de la familia de las Orchidaceae. Se distribuyen por la América tropical desde México y hacia el Sur por Bolivia y Brasil. Se encuentran muy amenazadas por la destrucción de su hábitat.
Géneros aliados son: Cypripedium, Paphiopedilum, Mexipedium y Selenipedium.

## Etimología
El nombre Phragmipedium (Phrag.), "phragma" = "valla" o  "división" y "pedilon" = "zapatilla"  donde se refiere a las paredes de separación en el ovario y la forma del labelo.

 Sinónimos: 

- Phragmopedilum Pfitzer (1898)
- Uropedium Lindley (1846)

## Hábitat
Estas orquídeas terrestres, epífitas o litófitas,  están muy amenazadas por la destrucción de su medio por la deforestación para la agricultura.  Se distribuyen por la América tropical desde México y hacia el Sur por Bolivia y Brasil.

Todos los miembros del género Phragmipedium están incluidos en el Apéndice I del Convenio sobre el Comercio Internacional de Especies Salvajes en Peligro de Extinción (CITES).

## Descripción
Las especies del género Phragmipedium muestran un único estaminodio largo parecido a una placa, pétalos parecidos a bigotes y un ovario trilocular. El labelo con forma de saco está curvado hacia dentro en los márgenes. Las hojas son puntiagudas con una longitud de unos 80cm. No presentan pseudobulbos y el tallo llega a los  80 cm de altura, presentando la inflorescencia de  2 a 3 flores.

## Especies dePhragmipedium
La especie tipo: Phragmipedium caudatum (Lindley) Rolfe 1896 
- Phragmipedium besseae (Ecuador a N. Perú). 
  - Phragmipedium besseae var. besseae (E. Ecuador a N. Perú). Hemicr.
  - Phragmipedium bessae var. flavum (Braem) Gruss et Roeth 1999 (Perú)
  - Phragmipedium besseae var. dalessandroi (S. Ecuador). Hemicr.
- Phragmipedium boissierianum (S. Ecuador a Perú). 
  - Phragmipedium boissierianum var. boissierianum (Perú). Hemicr.
  - Phragmipedium boissierianum var. czerwiakowianum (S. Ecuador a Perú)
- Phragmipedium caricinum (Bolivia).
- Phragmipedium caudatum (Bolivia a Perú).
- Phragmipedium chapadense (Brasil).
- Phragmipedium christiansenianum (Colombia).
- Phragmipedium exstaminodium (México - Chiapas a Guatemala).
- Phragmipedium fischeri (Ecuador).
- Phragmipedium hirtzii (N. Ecuador).
- Phragmipedium humboldtii (Costa Rica a Panamá).
- Phragmipedium klotzschianum (SE. Venezuela a Guyana y N. Brasil).
- Phragmipedium lindenii (Venezuela a Ecuador).
- Phragmipedium lindleyanum (N. Suramérica a Brasil - Pernambuco).
- Phragmipedium longifolium (Costa Rica a Ecuador).[1]
- Phragmipedium pearcei (Ecuador a N. Perú).
- Phragmipedium peruvianum (Perú - San Martín)
- Phragmipedium reticulatum (Ecuador a Perú).
- Phragmipedium richteri (Perú).
- Phragmipedium × roethianum (Ecuador).
- Phragmipedium schlimii (Colombia).
- Phragmipedium tetzlaffianum (Venezuela).
- Phragmipedium vittatum (WC. & SE. Brasil).
- Phragmipedium wallisii (Colombia a Perú y Ecuador).

Hay numerosos  híbridos interespecíficos. También hay híbridos intergenéricos que los hoticultores han hecho, sobre todo entre Phragmipedium y Paphiopedilum.